# Белер-Медоубрук Терас (Флорида)
Белер-Медоубрук Терас (енгл. Bellair-Meadowbrook Terrace) насељено је место без административног статуса у америчкој савезној држави Флорида.

## Демографија
По попису из 2010. године број становника је 13.343, што је 3.196 (-19,3%) становника мање него 2000. године.
| Група             | 2000.          | 2010.         |
| Белци             | 12.502 (75,6%) | 8.574 (64,3%) |
| Афроамериканци    | 1.849 (11,2%)  | 2.393 (17,9%) |
| Азијати           | 606 (3,7%)     | 366 (2,7%)    |
| Хиспаноамериканци | 1.112 (6,7%)   | 1.677 (12,6%) |
| Укупно            | 16.539         | 13.343        |